# 布莱松-戈耶
布莱松-戈耶（法語：Blaison-Gohier，法語發音：[blɛzɔ̃ ɡɔje] ⓘ）是法国曼恩-卢瓦尔省的一个旧市镇，属于昂热区。布莱松-戈耶于1974年由原市镇布莱松（Blaison）和戈耶（Gohier）合并而成。2016年1月1日，布莱松-戈耶和相邻的圣叙尔皮斯合并为新市镇布莱松-圣叙尔皮斯，布莱松-戈耶为政府驻地。

## 地理
布莱松-戈耶（47°23'59"N, 0°22'17"W）面积21.45 平方千米，位于法国卢瓦尔河地区大区曼恩-卢瓦尔省，该省份为法国西部内陆省份，大致对应安茹地区，北起顺时针与马耶讷省、萨尔特省、安德尔-卢瓦尔省、维埃纳省、德塞夫勒省、旺代省、大西洋卢瓦尔省和伊勒-维莱讷省接壤。
布莱松-戈耶的时区为UTC+01:00、UTC+02:00（夏令时）。

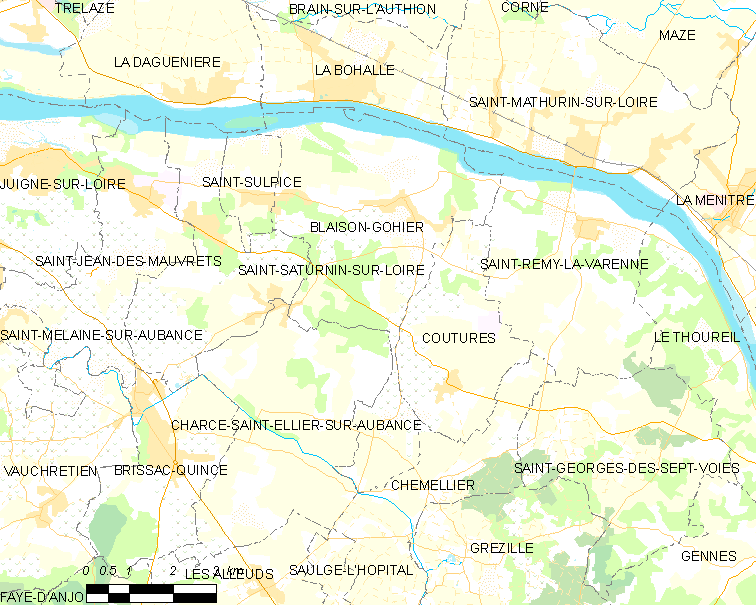
布莱松-戈耶的OSM定位图

## 行政
布莱松-戈耶的邮政编码为49320，INSEE市镇编码为49029。

## 政治
布莱松-戈耶所属的省级选区为莱蓬德塞县。

## 人口

1962-2008年间布莱松-戈耶人口变化图示

布莱松-戈耶于2018年1月1日时的人口数量为1073人。